# کیل براون
کیل براون (انگلیسی: Kiel Brown؛ زادهٔ may 1984) ورزشکار هاکی روی چمن اهل استرالیا است.
وی در مسابقات کشوری و بین‌المللی در مجموع برندهٔ ۵ مدال طلا، ۱ مدال برنز شده‌است.